# Bamra mundata
Bamra mundata är en fjärilsart som beskrevs av Walker 1858. Bamra mundata ingår i släktet Bamra och familjen nattflyn. Inga underarter finns listade i Catalogue of Life.